# Глазовский, Никита Фёдорович
Ники́та Фёдорович Глазовский (1946—2005) — российский географ и эколог, доктор географических наук (1985), профессор (1987), член-корреспондент РАН (1997). Специалист в области проблем охраны окружающей среды, использования природных ресурсов и геохимии ландшафтов.

## Биография
Стал первым в истории Председателем Совета WWF России в 2004 году.
Вице-президент Международного географического союза, заместитель директора Института географии РАН, директор Региональной международной программы «Лидеры в области окружающей среды и развития».

### Семья
- Мать — Глазовская, Мария Альфредовна (1912—2016) — заслуженный профессор МГУ.
- Брат — Глазовский, Андрей Фёдорович — гляциолог.

## Основные работы
- Геохимический анализ почвеного покрова степей и пустынь. — М., 1979 (в соавт. с И. В. Ивановым);
- Современное соленакопление в аридных областях. — М., 1987;
- Аральский кризис: причины возникновения и пути выхода. — М., 1990.
- Миграция населения в странах СНГ, связанная с опустыниванием и засухой. — М., 2000 (в соавт.);
- Современные подходы к оценке устойчивости биосферы и развитие человечества // Почвы, биогеохимические циклы и биосфера. — М., 2004;
- Социальное, экономическое и экологическое значение сельского хозяйства // Устойчивое развитие сельского хозяйства и сельских территорий. Зарубежный опыт и проблемы России. — М., 2005.
- Геохимические потоки в биосфере // Избр. труды в 2 томах. Т. 1. — М., 2006.